# エマ・バントン
エマ・バントン（Emma Lee Bunton、1976年1月21日 - ）は、イギリスの歌手、女優。スパイス・ガールズのメンバーとして知られる。身長157cm。白い髪毛が特徴。

## バイオグラフィ
バントンはロンドンのバーネットで生まれ育った。母親は空手の講師、父親は牛乳配達業者で、11歳のときに両親は離婚している。彼女はそれ以来、母親と暮らしている。また弟がいる。私立高校を卒業すると、シティ・オブ・ウェストミンスターにある演劇学校に通い始め、1993年にイギリスのドラマ "The Bill" で初めてテレビに出る。また、BBCの昼ドラマ "EastEnders" のオーディションを受けるが、こちらは落選している。

## 来歴
1994年に脱退したミシェル・ステファンソンの代わりにスパイス・ガールズのメンバーの一員となる（このころはまだグループ名は"Touch"だった）。スパイス・ガールズは1990年代に最も成功した歌手といえ、3枚のアルバムの売り上げ総数は約3,500万枚におよぶ。スパイス・ガールズ5人にはそれぞれあだ名がつけられ、バントンにはいつも子供服を着ていてブロンドのツインテールであることから "Baby Spice" とつけられた。彼女達のデビューシングル "Wannabe" はUK、オーストラリア、カナダ、アメリカ、アイルランドを含む世界37カ国でチャート1位を獲得。個人では1999年にティン・ティン・アウトのシングル "What I Am"（エディ・ブリケル&ニュー・ボヘミアンズのカヴァー）にゲスト参加し、UKチャートで2位を記録したが、スパイス・ガールズの元メンバーであるジェリ・ハリウェルのソロ・シングル"Lift Me Up"に1位獲得を阻まれた。
スパイス・ガールズが活動を休止してからはソロ活動を始める。デビューアルバム "A Girl Like Me" はUKチャート4位を記録した。このアルバムに収録されている "What Took You So Long?" はUKチャート1位を獲得した。続く"Take My Breath Away" は5位を記録している。しかし、"We're Not Gonna Sleep Tonight" は20位に終わってしまい、またこのデビューアルバムが約12万5千万枚しか売れなかったので、ヴァージン・レコードとの契約を解除する。
その後、スパイス・ガールズ時代のマネージャーであるサイモン・フラーのレーベル、19 Management、そしてPolydor Recordsと契約。2003年春にそれまでエマ・バントンとして活動していたがバントンという名前をなくし、エマとして活動を開始。そして、"Free Me"がUKチャート5位をマーク、またその年の10月にリリースされた"Maybe"が6位を記録した。2004年春にはシングル、"I'll Be There"とアルバム"Free Me"がリリースされた。2005年1月25日にアメリカでもこのアルバムはリリースされ、彼女自身も同国でプロモーション活動をしたが、チャートにはランクインしなかった。
2003年にBBCのコメディシリーズ、"Absolutely Fabulous"のシーズン5にゲストとして出演。エマ・バントン本人として出演した彼女は、シリーズの主役、PR会社社長エディーナ・モンスーン（ジェニファー・サンダース）に振り回させる役を演じる。さらに、エディーナの娘、サフィー（ジュリア・サワラ）の小学生時代の後輩や、架空の設定で少々短気な自分を演じる。
2005年にボリウッド映画、"Pyaar Mein Twist and Chocolate"に出演。これはビヨンセの代役だと噂が流れた。（ちょうどこのとき、ビヨンセはピンクパンサーの映画の撮影をしていた。）
2006年10月にBBCのダンス・コンテスト番組、"Strictly Come Dancing"に出場。総合で3位に輝いた。
また、コメディにも多数出演しており、スパイス・ガールズのマネージャーだったサイモン・フラーは2006年8月に「バントンが主人公のコメディを作ろうと思っている。」とコメントした。
また、スープの"Prego"、スーパーマーケットの大手チェーン店"Tesco"のコマーシャルに出演。
2006年11月、BBC主催のチャリティ活動"Children In Need"に参加。60年代のシングル、"Downtown"をカバーし、UKチャート3位を記録。また、その年の12月にリリースされた3枚目のアルバム、""Life In Mono"に収録されている。（UKアルバムチャートでは1週目で約1万3,000枚を売り上げ65位をマーク。）現在まででUKのみで約4万4,000枚を売り上げたとされている。このアルバムから2枚目のシングル、"All I Need To Know"はバレンタイン・シーズンにあわせたもので、2007年2月12日にリリースされた。
2009年からラジオ番組Heart LondonにてDJとしても活躍。

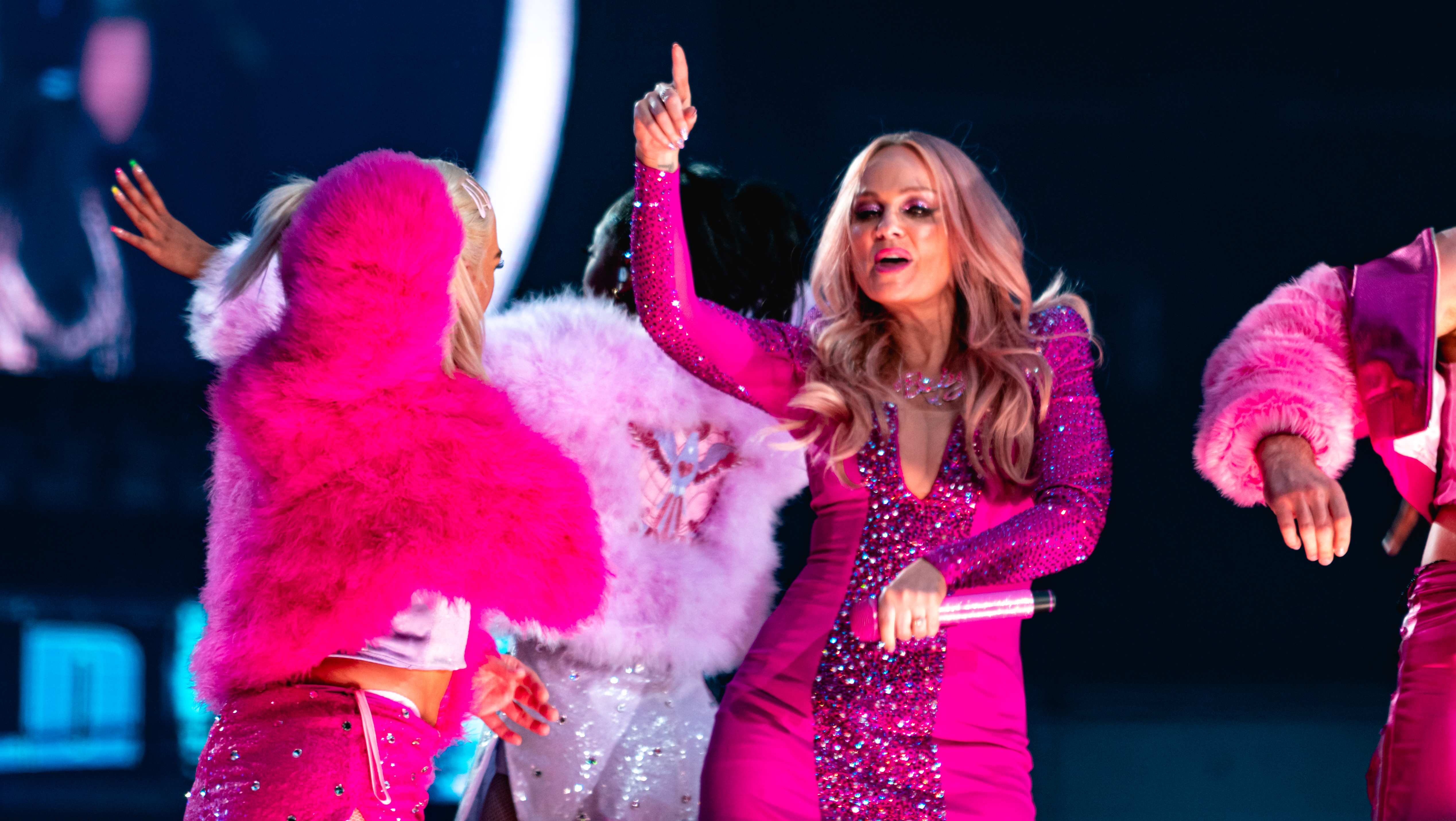
スパイス・ガールズの再結成コンサートにて（2019年）

2012年8月、ロンドンオリンピック閉会式にて、スパイス・ガールズとして一夜の再結成パフォーマンスを行った。
同年にはメラニー・チズムのアルバム“Stages”に収録されている"I Know Him So Well"でデュエットを披露。
2016年、ジェリ・ハリウェルとメル・Bと共にスパイスガールズ結成20周年を祝い、 'GEM'として3人で新曲を準備している旨を発表。

## ディスコグラフィ

### シングル
| 1999 | "What I Am" (Tin Tin Out featuring Emma Bunton) | Eleven to Fly A Girl Like Me | 2  |   |
| 2001 | "What Took You So Long?"                        | A Girl Like Me               | 1  |   |
| 2001 | "Take My Breath Away"                           | A Girl Like Me               | 5  |   |
| 2001 | "We're Not Gonna Sleep Tonight"                 | A Girl Like Me               | 20 |   |
| 2003 | "Free Me"                                       | Free Me                      | 5  | 4 |
| 2003 | "Maybe"                                         | Free Me                      | 6  | 6 |
| 2004 | "I'll Be There"                                 | Free Me                      | 7  |   |
| 2004 | "Crickets Sing for Anamaria"                    | Free Me                      | 15 |   |
| 2006 | "Downtown"                                      | Life in Mono                 | 3  |   |
| 2007 | "All I Need to Know"                            | Life in Mono                 | 60 |   |

### アルバム
1. ア・ガール・ライク・ミー〜永遠の少女（A Girl Like Me、2001年4月16日）全英4位
2. フリー・ミー（Free Me、2004年2月9日）全英7位
3. ライフ・イン・モノ（Life in Mono、2006年12月4日）全英65位
4. マイ・ハッピー・プレイス（My Happy Place、2019年4月12日）全英11位

## 私生活
- 2007年8月に男児を出産。2011年5月に次男を出産。